# Lights and Shadows
«Lights and Shadows» — пісня гурту O'G3NE для конкурсу  Євробачення 2017 в Києві, Україна. Була виконана у другому півфіналі Євробачення, 11 травня, та пройшла до фіналу. У фіналі, 13 травня, була виконана під номером 6, за результатами голосування отримала від телеглядачів та професійного журі 150 балів, посівши 11 місце.

## Список композицій
| Digital download | Digital download     | Digital download |
| #                | Назва                | Тривалість       |
| ---------------- | -------------------- | ---------------- |
| 1.               | «Lights and Shadows» | 3:00             |